# Von Möller
von Möller är en svensk adelsätt.

## Historik
Ätten stammar från den holländske dykaren Johan Béen (1670-1751), som inkom till Sverige från England i början av 1700-talet. Hans sonsons son Peter von Möller adopterades av sin fasters man, kommerserådet Möller. Han adlades i samband med Karl XV:s kröning 1860 med namnet von Möller. Introduceras som adelsätt nummer 2336 på riddarhuset år 1862.
Andra kända personer av släkten släkten är Peter von Möllers son Adolf von Möller som vid sin död 1932 slöt ätten.
Släkten har ägt bland annat Skottorps slott och Dömestorp i Halland.